# Relief d'homme mort
Dans les Établissements de Saint Louis en 1270, le relief d'homme ou relicte d'homme, était une amende (ou récréance) de cent sous un denier qu'un plège ou caution (personne qui s'engage envers le créancier) était obligé de payer, faute de faire représenter l'accusé, qui « avait été élargi sur son cautionnement »; « cette amende, le plège en était quitte ». Le relief d'homme, suivant le chapitre 104 des Établissements de Saint Louis, n'était dû par le plège de l'accusé non représenté, que lorsque le titre de l'accusation était un meurtre ou une trahison. Cette mesure permettait de relâcher sur caution un homme accusé de meurtre. Suivant le chapitre 121 des Établissements de Saint Louis, le propriétaire d'une bête qui avait tué un homme devait le même relief sous le même nom, outre la confiscation de la bête; mais il fallait pour en être quitte — « à si bon marché » — qu'il affirme n'avoir eu aucune connaissance du vice de la bête. S'il avouait qu'il en connaissait le vice, il était impitoyablement pendu. La loi d'Angleterre était plus humaine que les Établissements de Saint Louis.  
Le relief était le droit d'un seigneur au Moyen Âge. La plègerie était la manière dont se négociait une caution; la plègerie intervenait en toutes matières criminelles ou civiles tant du côté du demandant que celui du défendant.  

## Récréance en cas d'incarcération
Lorsque quelqu'un en accusait un autre de meurtre ou de trahison, ou de quelque crime que l'on punit par la perte de la vie (ou d'un membre),  la Justice devait se saisir de l'accusé et de l'accusateur,  les retenir tous deux en prison, de manière que l'un ne soit pas mieux traité que l'autre.  
S'il arrivait qu'un Juge fût assez peu sensé pour mettre l'un en liberté sur caution et retenir l'autre, et que celui qu'on avait sorti de prison prenait la fuite et ne comparaissait pas au jour indiqué, alors le Juge devait dire à ceux qui s'étaient portés garants (caution): « Vous vous êtes engagés à faire comparaître aujourd’hui par devant nous un tel » et il le leur nommera, « il est accusé d'un grand crime, il s'est enfui; c'est pourquoi nous voulons que vous vous obligiez à subir la peine qu'il subirait s'il en était atteint & convaincu ». Sire répondaient alors les cautions, « nous ne nous y soumettrons point car nous n'avons fait que remplir les devoirs de l'amitié en nous rendant cautions pour notre ami ». 

« Vous avez tel homme plevi à estre à tel jour à droit pardevant nous (& le nommera) & si estoit appellez de si grand meffet & il s'en est foüis, & pour ce vüel-je que vous en soiez proués & atains de porter tele peine, comme cil qui s'en est foüis, soffrist. Sire, ce dienteil ce ne ferons nous mie, car se nous plevisons nostre ami, nous fesons ce que nous devrons. »

— Les établissements de Saint Louis
Le Juge ne pouvait alors les condamner qu'à en une amende de 100 sols un denier, amende appelée « relief d'homme » (ou « relief d'home »). 
Ainsi la situation des plèges devenait complètement indépendante de la culpabilité de l'accusé; ils répondaient de sa comparution, c'était leur seul rôle, et jamais en cas de fuite, ils ne se soumettaient comme le prescrivait auparavant le texte des Assises aux peines qui auraient dû frapper le vrai coupable. 
Cette amende une fois payée, l'accusé qui s'était enfui était censé racheté, et la Justice ne pouvait plus s'en saisir, et le mettre en prison pour la même accusation. C'était à elle à s'inculper la faute que son imprudence lui avait fait commettre, en relâchant un homme qui pouvait être coupable. 

## Homme ou femme tué par un animal de ferme
Si quelqu'un menait au marché une bête, et que cette bête mordait ou blessait quelqu'un, et s'il arrivait que le blessé s'en plaignant à la Justice l'autre dise: « Sire j’ignorais qu'elle avait ce défaut », il était néanmoins obligé d'indemniser le demandeur et en était quitte pour cela envers la Justice. Mais s'il n'osait faire ce serment, il perdrait sa bête qui resterait à la Justice. Si la bête tuait un homme ou une femme, et que la Justice se faisait de celui à qui appartient la bête, et qu'il nie qu'elle était la sienne, on pouvait l'obliger à jurer qu'il ne l'avait pas amenée, et dans ce cas la bête restait à la Justice et personne ne pourrait plus s'en servir. S'il avouait qu'elle lui appartenait mais qu'il ignorait son défaut, elle était également confisquée par la Justice et le maître payait le relief d'un homme, qui est de 100 sols un denier, et il en était quitte pour cette amende. Mais s'il était assez insensé pour de dire qu'il lui connaissait ce défaut, il était dans ce cas pendu à cause de son aveux.  